# Caenobrunettia pollicaris
Caenobrunettia pollicaris är en tvåvingeart som beskrevs av Quate och Brown 2004. Caenobrunettia pollicaris ingår i släktet Caenobrunettia och familjen fjärilsmyggor.
Artens utbredningsområde är Peru. Inga underarter finns listade i Catalogue of Life.